# Ford tanderbird
Ford tanderbird (енгл. Ford Thunderbird) je američki automobil koji je proizvodio Ford u periodu od 1955. do 1997. i 2002. do 2005. U proizvodnju je ušao 1955. kao sportski dvosed; za razliku od sličnog vozila Ševrolet korvete, tanderbird se nikada nije prodavao kao potpuni sportski automobil. Ford ga je opisivao kao lični luksuzni automobil, opis smišljen za novi segment tržišta. Godine 1958. Tanderbird je dobio drugi red sedišta. Sledeće generacije su postajale veće, sve dok se model nije 1977. godine smanjio, isto kao i 1980. godine. Prodaja je bila dobra do 1990-ih, kada su veliki kupei sa dvoja vrata postali nepopularni. Proizvodnja je prestala 1997. Godine 2002. je novi dvosed ponovno lansiran, te je bio dostupan do kraja 2005. godine.

## Istorjski modeli
- 1. generacija  proizvođen u periodu od 1955. do 1957.
- 2. generacija  proizvođen u periodu od 1958. do 1960.
- 3. generacija  proizvođen u periodu od 1961. do 1963.
- 4. generacija  proizvođen u periodu od 1964. do 1966.
- 5. generacija  proizvođen u periodu od 1967. do 1971.
- 6. generacija  proizvođen u periodu od 1972. do 1976.
- 7. generacija  proizvođen u periodu od 1977. do 1979.
- 8. generacija  proizvođen u periodu od 1980. do 1982.
- 9. generacija  proizvođen u periodu od 1983. do 1988.
- 10. generacija  proizvođen u periodu od 1989. do 1997.
- 11. generacija  proizvođen u periodu od 2002. do 2005.

## Spoljašnje veze
- [http://books.google.com/books?id=Nd8DAAAAMBAJ&pg=PA97&dq=1954+Popular+Mechanics+January&hl=en&sa=X&ei=Q3YzT6TaKu2o0AHgjvW_Ag&ved=0CDMQ6AEwATgK#v=onepage&q&f=true
- [http://automotivemileposts.com/contentstbird.html